# François de Rohan-Soubise
François de Rohan (* 1630; † 24. August 1712 im Hôtel de Soubise in Paris) ist ein Angehöriger des Hauses Rohan und der Stammvater der Linie Soubise. 1667 wurde er zum Prince de Soubise ernannt, darüber hinaus war er Seigneur de Frontenay et de Pongues.

## Leben
François de Rohan war der einzige Sohn von Hercule de Rohan, Duc de Montbazon und seiner zweiten Ehefrau Marie d’Avaugour. Seine Schwester Anne de Rohan († 1684) war die Ehefrau von Louis Charles d’Albert, 2. Duc de Luynes, Pair de France († 2. Oktober 1690). Sein Halbbruder war Louis de Rohan, Prince de Guéméné († 1667), seine Halbschwester Marie Aimée († 1679) zum einen die Ehefrau von Charles d’Albert, 1. Duc de Luynes, Pair de France; zum anderen von Claude de Lorraine, Duc de Chevreuse, Pair de France († 1657).
François de Rohan heiratete in erster Ehe Catherine de Lyonne (* 4. September 1633), Witwe von Pomponne François Le Conte, Marquis de Nonnant, Tochter von Jacques de Lyonne, Seigneur de Cueilly, und Marie de Grieux. Sie starb am 10. August 1660 im Alter von 27 Jahren. Die Ehe blieb kinderlos.
Am 8. Januar 1655 wurde er zum Gouverneur des Berry ernannt, übte das Amt aber nur bis zum April aus.
In zweiter Ehe heiratete er am 17. April 1663 Anne de Rohan-Chabot (* 1646; † 14. Februar 1709), Tochter von Henri Chabot, Duc de Rohan, Pair de France, und Marguerite de Rohan, Duchesse de Rohan, die die Herrschaft Soubise in die Ehe einbrachte. Mit ihr bekam er elf Kinder (siehe unten).
1664 diente er als Volontär in Ungarn mit der Schlacht bei Mogersdorf am 1. August. Im März 1667 erhielt er von König Ludwig XIV. die Erhebung der Herrschaft Soubise zum Fürstentum. Am 29. Mai wurde er nach der Demission des M. de Lamesan Souslieutenant der Gendarmen der Garde. Im Juni nahm er an der Belagerung und Eroberung von Tournai teil, anschließend an der Eroberung von Douai und Lille, 1668 an der Eroberung der Freigrafschaft Burgund.
1672 begleitete er den König an der Spitze seiner Gardekompanie bei dessen Feldzug in den Niederlanden. Im Juni 1673 nahm er an der Belagerung von Maastricht teil und wurde am 24. September nach dem Demission des Marquis de La Salle, zum Capitaine-lieutenant der Gardekompanie ernannt. 1674 diente er erneut in der Freigrafschaft und wurde am 9. Juli zum Brigadier ernannt; danach wechselte er in die Flandernarmee und unter das Kommando des Prince de Condé und nahm an der Schlacht bei Seneffe (11. August) teil, in der er am Bein verwundet wurde. Am 2. April 1675 wurde er zum Maréchal de camp befördert und nahm mit der Flandernarmee im gleichen Jahr an den Belagerungen von Lüttich, Dinant, Huy und Limbourg teil, 1676 dann an der Eroberung von Condé und den Aktionen, mit denen die Franzosen dem belagerten Maastricht zu Hilfe kamen.
Am 25. Februar 1677 wurde er zum Lieutenant-général des Armées du Roi befördert. Mit der Flandernarmee nahm er an der Belagerung von Valenciennes teil, die drei Tage später begann und am 17. März mit der Kapitulation endete. Am 11. April kommandierte er in der Schlacht bei Cassel unter dem Oberbefehl des Herzogs von Orléans den linken Flügel und konnte verhindern, dass der Gegner sich nach Saint-Omer zurückzog. 1678 diente er bei den Eroberungen von Gent und Ypern.
Am 3. März 1681 wurde er nach der Demission des Herzogs von La Rochefoucauld zum zweiten Mal zum Gouverneur des Berry ernannt. Diesmal übte er das Amt zehn Jahre lang, bis 1691, aus. 1684 diente er in der Flandernarmee bei der Belagerung von Luxemburg (April bis Juni)
Am 20. November 1689 erhielt er das Regiment seines ältesten Sohnes Louis, der am 5. November gestorben war. Am 19. April 1690 wurde er mit dem Regiment auf den Feldzug nach Deutschland geschickt, das aber nicht in das Geschehen eingriff. Im Oktober 1690 gab er das Kommando über das Kavallerieregiment zugunsten seines zweiten Sohnes Hercule-Mériadec ab. 1691 nahm er an der Belagerung von Mons (März/April) teil und beendete den Feldzug unter dem Oberbefehl des Maréchal de Luxembourg. Am 9. November 1691 wurde er zum Gouverneur von Champagne und Brie ernannt und gab im Gegenzug das Gouvernement des Berry ab. 1692 diente er in der Flandernarmee bei der Belagerung von Namur. Sein letzter Einsatz war die Schlacht von Steenkerke am 3. August 1692. 1694 wurde sein Sohn Hercule Mériadec sein Nachfolger als Gouverneur von Champagne und Brie. Im Dezember 1703 trat er – ebenfalls zu Gunsten seines Sohnes – als Kommandeur der Gardekompanie zurück.
Am 27. März 1700 verkauften die Fürstin von Condé und die Herzogin von Braunschweig-Calenberg als Erbinnen der Duchesse de Guise das Hôtel de Guise an François de Rohan und Anne de Rohan-Chabot für 326.000 Livre. Die Einsprüche der Gläubiger der Duchesse de Guise hielten die endgültige Wirksamkeit des Verkaufs bis ins Jahr 1704 hinaus auf. Ab 1705 ließ der Prince de Soubise das Hôtel particulier durch den Architekten Pierre Alexis Delamair umbauen, der die Ausrichtung des Hauses änderte, die Fassaden rekonstruierte, eine neue Ehrentreppe und einen neuen von Kolonnaden umgebenen Ehrenhof baute. Der Rohbau wurde 1709 fertig.
Er nannte das Haus in Hôtel de Soubise um und starb dort am 24. August 1712 im Alter von 81 Jahren und 6 Monaten. Seine Frau Anne de Rohan-Chabot war bereits am 9. Februar 1709 gestorben; sie wurde erst in der Kirche der Feuillanten in der Rue Saint-Honoré in Paris bestattet, am 1. Februar 1710 in die Kirche der Mercedarier in der Rue de Braque umgebettet, die während der Revolution zerstört wurde, er fand seine Ruhestätte nach seinem Tod in der gleichen Kirche.

## Nachkommen
- Anne Marguerite (* 5. August 1664; † 26. Juni 1721), 1692 Äbtissin von Jouarre
- Louis (* 11. März 1666; † 5. November 1689), genannt Prince de Rohan, Colonel eines Kavallerieregiments
- Constance Emilie (* 1667); ⚭ 18. Mai 1683 mit Dom José Rodrigo da Camara, 2. Conde de Ribeyra-Grande († 17. März 1724)
- Hercule-Mériadec (* 8. Mai 1669; † 26. Januar 1749), genannt Prince de Rohan, 1712 2. Prince de Soubise, Prince de Maubuisson etc., 1714 Duc de Rohan-Rohan, Pair de France, Lieutenant-général, Gouverneur von Champagne und Brie; ⚭ (1) 15. Februar 1694 Anne-Geneviève de Lévis-Ventadour (* Februar 1673; † 20/21. März 1727), Tochter von Erbtochter von Louis Charles, 5. Duc de Ventadour, Pair de France, Witwe von Louis de La Tour d’Auvergne, Prince de Turenne; ⚭ (2) 2. September 1732 Marie Sophie de Courcillon (* 6. August 1713; † 4. April 1756), Erbtochter von Philippe Egon de Courcelles, Marquis de Dangeau, und Francoise de Pompadour, Duchesse de La Valette, Witwe von Charles François d’Albert, Duc de Picquigny
- Alexandre Mériadec (* 19. Juli 1670; † 9. März 1687)
- Henri Louis (* 4. Januar 1672; † September 1693) genannt Chevalier de Rohan
- Armand-Gaston-Maximilien (* 26. Juni 1674; † 19. Juli 1749), genannt Cardinal de Rohan-Soubise, Dr. theol. Bischof von Straßburg, 1712 Kardinal, 1713 Großalmosenier von Frankreich, Mitglied der Académie française, 1722 Regentschaftsrat – vermutlich ist Ludwig XIV. sein Vater
- Emilie Sophronie Pélagie (* 2. Juli 1678); ⚭ 22. Juli 1694 Alfonso Francisco de Vasconcelos, Conde de Calhete († 13. Dezember 1732)
- Éléonore (Marie Anne) (* 25. August 1679; † 2. November 1753), 1714 Koadjutrix und 1722 Äbtissin in Origny-en-Picardie
- Maximilien Gaston Guy (* 15. August 1680; X 23. Mai 1706 in der Schlacht bei Ramillies), Brigadier
- Frédéric Paul Malo (* 15. August 1685; † klein)